# Цитрусовый красный 2
Цитрусовый красный 2 (англ. Citrus Red 2), также известен как Citrus Red No. 2, C.I. Solvent Red 80, C.I. 12156 — искусственный пищевой краситель, зарегистрированный как пищевая добавка E121. Порошок может иметь цвет от жёлтого до оранжевого (иногда — тёмно-красный), с температурой плавления 156 °C. Нерастворим в воде, но легко растворим во многих органических растворителях.

## Применение
Как пищевая добавка Цитрусовый красный 2 используется с разрешения FDA в США с 1956 года для окрашивания кожуры некоторых флоридских апельсинов. Запрещён к применению в Российской Федерации.